# Imperator
Imperatorul (de la impero, a mobiliza, a comanda) este un termen militar și politic latin, care desemna în acea vreme comandantul suprem al armatei și al flotei. Rezervat inițial lui Iupiter, acest titlu a fost decernat ulterior prin aclamații ale trupelor generalului victorios. Primul care l-a obținut a fost Scipio Africanul din Spania,  (în 209 î. Hr.). În titulaturi, imperator, urmat de o cifră, indică de câte ori a meritat generalul acest titlu. Octavian, în 40, l-a transformat în prenume. Acest obicei a fost reluat de Vespasian și s-a generalizat. În limbajul curent, de la sfârșitul secolului I, imperator devine un nume comun și îl desemnează pe împărat (princeps).